# Enno Bünz

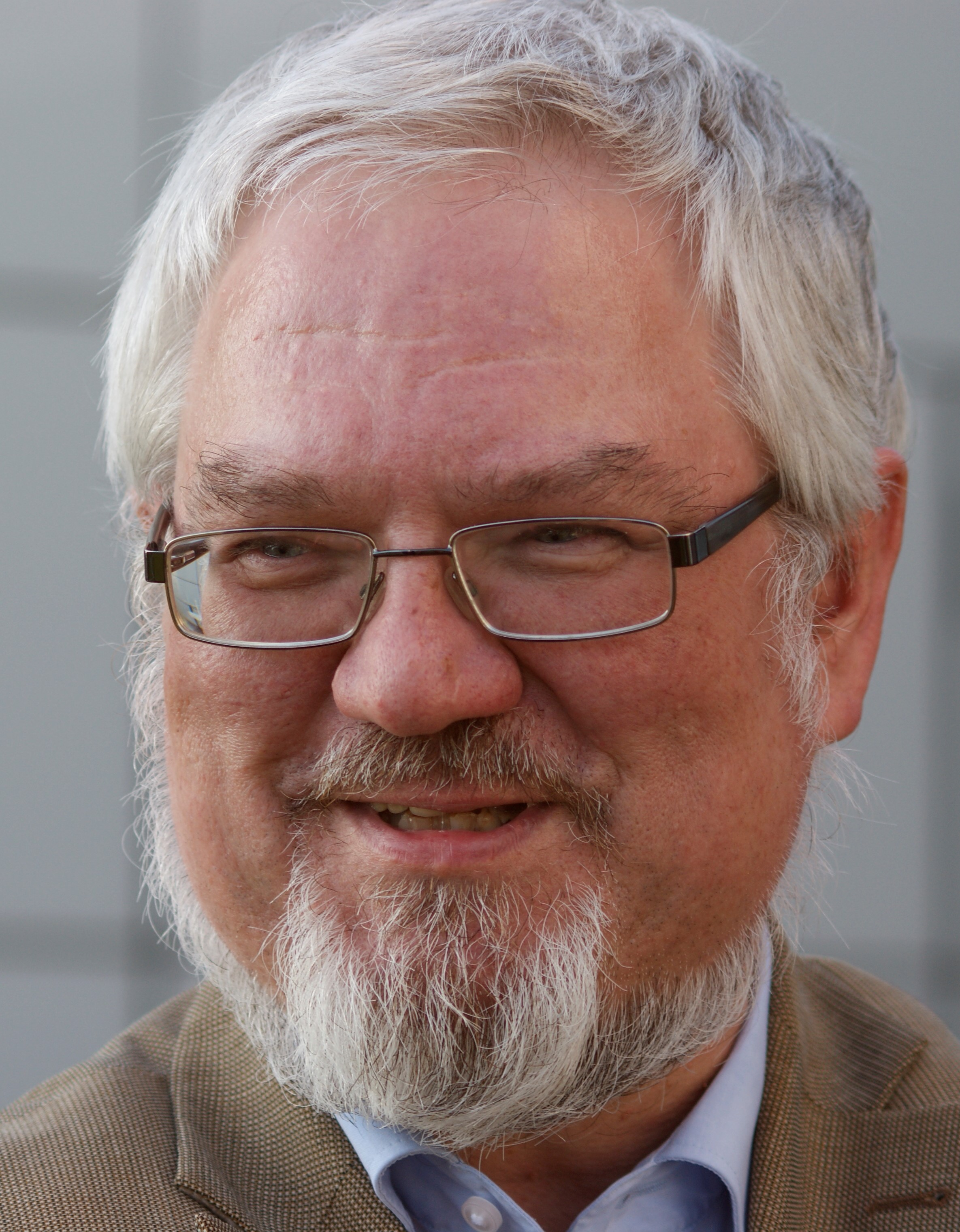
Enno Bünz, aufgenommen von Werner Maleczek im Jahr 2014.

Enno Bünz (* 19. September 1961 in Marne) ist ein deutscher Historiker. Seit Wintersemester 2001/02 lehrt er als Professor für Sächsische und Vergleichende Landesgeschichte an der Universität Leipzig und ist seit 2002 Direktor des Instituts für Sächsische Geschichte und Volkskunde.

## Leben
Der in Norddeutschland aufgewachsene Enno Bünz studierte an der Universität Würzburg und wurde dort 1993 promoviert; er bekleidete an der  Universität Göttingen seine erste wissenschaftliche Stelle und habilitierte sich 1999 in Jena. Seit 2001 lehrt er als Professor für Sächsische und Vergleichende Landesgeschichte am Historischen Seminar der Universität Leipzig und ist seit 2002 einer der beiden Direktoren des Instituts für Sächsische Geschichte und Volkskunde. Seit drei Jahrzehnten widmet er sich in seiner Forschungstätigkeit der Geschichte der mittelalterlichen Pfarrei. Als Landeshistoriker forscht er schwerpunktmäßig zu Sachsen, Thüringen, Franken und Schleswig-Holstein.
Der gebürtige Schleswig-Holsteiner Enno Bünz studierte von Oktober 1981 bis März 1982 Geschichte und Latein an der Universität Kiel und von April 1982 bis Oktober 1988 Geschichte und Germanistik an der Universität Würzburg. Peter Herde wurde in Würzburg sein akademischer Lehrer. Bünz legte 1988 das Erste Staatsexamen für das Lehramt an Gymnasien ab. Von 1989 bis 1990 arbeitete er als wissenschaftlicher Mitarbeiter an der Universität Würzburg im von Klaus Wittstadt geleiteten DFG-Projekt „Kirche Gesellschaft in Mainfranken von der Reformation bis zur neuesten Zeit“. Von April bis August 1991 arbeitete er mit an der Gestaltung der stadtgeschichtlichen Dauerausstellung im Mainfränkischen Museum Würzburg. Anschließend betreute Bünz von September 1991 bis Oktober 1993 als wissenschaftlicher Mitarbeiter die Ausstellung Bernward von Hildesheim und das Zeitalter der Ottonen am Diözesanmuseum Hildesheim.
Er wurde bei Herde in Würzburg mit einer Arbeit über das bedeutende Würzburger Kollegiatstift Haug promoviert. Zwischen 1993 und 2001 war er wissenschaftlicher Assistent bei Matthias Werner am neu eingerichteten Lehrstuhl für Thüringische Landesgeschichte und Mittelalterliche Geschichte an der Friedrich-Schiller-Universität Jena. Dort habilitierte er sich 1999 mit einer Arbeit zum Thema Der niedere Klerus im spätmittelalterlichen Thüringen. Studien zu Kirchenverfassung, Klerusbesteuerung, Pfarrgeistlichkeit und Pfründenmarkt im thüringischen Teil des Erzbistums Mainz. Zum Wintersemester 2001/02 folgte Bünz einem Ruf auf den durch eine schwere Erkrankung Wieland Helds seit 1998 verwaisten und erst 1992 wiedereingerichteten Lehrstuhl für Sächsische Landesgeschichte an der Universität Leipzig, den er seitdem besetzt. Zudem gehört er seit September 2002 als Nachfolger des Kirchenhistorikers Günther Wartenberg dem Direktorium des Instituts für Sächsische Geschichte und Volkskunde an.
Er ist Mitglied zahlreicher Gremien und Kommissionen, unter anderem der Gesellschaft für fränkische Geschichte, der Historischen Kommission für Thüringen, der Historischen Kommission für Sachsen-Anhalt, der Historischen Kommission der Sächsischen Akademie der Wissenschaften, der Kommission für bayerische Landesgeschichte (außerordentliches Mitglied) und des Kuratoriums der Sächsischen Landesbibliothek – Staats- und Universitätsbibliothek. Am 10. Februar 2017 wurde er zum ordentlichen Mitglied der Sächsischen Akademie der Wissenschaften gewählt. Bünz ist seit Oktober 2010 Mitglied der Zentraldirektion der Monumenta Germaniae Historica und ist seit dem Erscheinen des Heftes 69/1 (2013) Mitherausgeber des Deutschen Archivs für Erforschung des Mittelalters. Er ist außerdem Mitherausgeber der Blätter für deutsche Landesgeschichte und des Neuen Archivs für Sächsische Geschichte.

## Forschungstätigkeit

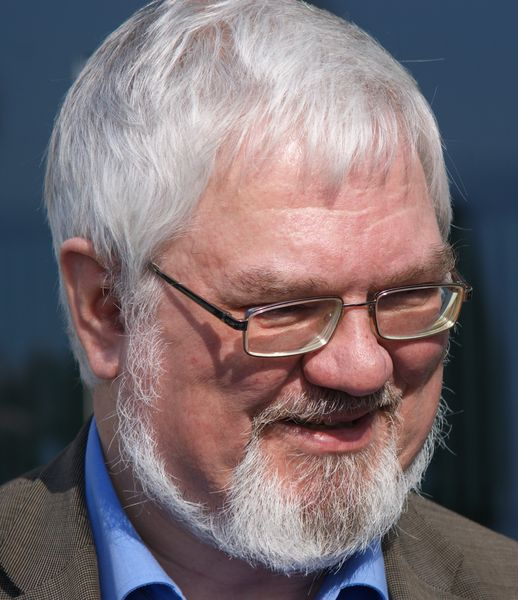
Enno Bünz, aufgenommen von Werner Maleczek im Jahr 2017.

Bünz’ Forschungsschwerpunkte liegen im Bereich der deutschen und vergleichenden Landesgeschichte (vor allem Sachsen, Thüringen, Franken und Schleswig-Holstein), der Geschichte des Hoch- und Spätmittelalters und der Reformationszeit sowie der Historischen Hilfswissenschaften (insbesondere Diplomatik und Sphragistik). Bünz veröffentlichte mehr als ein Dutzend Monographien und rund 60 Herausgeberschaften, über 300 Artikel und Aufsätze in Zeitschriften und Sammelbänden sowie mehr als 250 kleinere Beiträge in Lexika oder Katalogen.

### Christentumsgeschichte

#### Mittelalterliche Pfarrei
Bünz befasst sich seit Ende der 1980er Jahre mit der Geschichte der mittelalterlichen Pfarrei. Er wurde durch einen Aufsatz von Dietrich Kurze über den niederen Klerus in der sozialen Welt (1974) dazu angeregt. Bis dahin war das Themengebiet weitgehend unbearbeitet.
Bünz legte einen umfassenden Forschungsüberblick zur großen Forschungslandschaft der Pfarrei im Mittelalter vor. Er stellte darin eine Vernachlässigung der Pfarrbücher fest, „obschon gerade diese Quellen geeignet sind, den Alltag in der Pfarrei zu beleuchten“. Die Pfarrei hat er als die „Schnittstelle zwischen Kirche und Welt“ bezeichnet. Bünz plädierte für eine stärkere Integration der Kirchengeschichte, Landesgeschichte und Bistumsgeschichte.
Mit Gerhard Fouquet organisierte er 2009 eine Frühjahrstagung des Konstanzer Arbeitskreises für mittelalterliche Geschichte über „Die Pfarrei im späten Mittelalter“. Die 2013 in einem Sammelband veröffentlichten Beiträge konzentrieren sich auf die spätmittelalterliche Pfarrei im deutschsprachigen Raum.
Anlässlich der Verleihung des Romanistik-Preises an Dirk Höhne hielt Bünz 2013 den Festvortrag über die Pfarrei der Stauferzeit aus historischer Sicht. Bis dahin war diese Thematik trotz mehrerer Ausstellungen und umfangreicher Publikationen nicht eingehender gewürdigt worden. Anhand zahlreicher Beispiele aus dem stauferzeitlichen Süd-, Mittel- und Norddeutschland zeigt Bünz, dass das 12. und 13. Jahrhundert eine bedeutende Formierungsphase für die Pfarrei war.
Im Herbst 2015 organisierte Bünz mit Kurt Andermann eine Reichenau-Tagung des Konstanzer Arbeitskreises für mittelalterliche Geschichte mit dem Thema „Kirchenvogtei und adlige Herrschaftsbildung im europäischen Mittelalter“. Die Beiträge wurden 2019 veröffentlicht.
17 von 1995 bis 2012 publizierte Aufsätze und vier Originalbeiträge zur spätmittelalterlichen Pfarrei wurden 2017 in einem Sammelband gebündelt herausgegeben. Die im Anhang abgedruckte Liste einschlägiger Studien zählt 124 weitere Titel von ihm zur Pfarrei. Neuere Fallstudien zur Pfarrei entstanden in jüngerer Zeit insbesondere auf Anregung von Wolfgang Petke und Enno Bünz.

#### Klöster und Stifte
Als Projektleiter arbeitet Bünz seit Januar 2010 an einem Sächsischen Klosterbuch, das die Klöster auf dem Gebiet des heutigen Freistaats Sachsen bis zur Reformation bündelt. Das Klosterbuch umfasst in zwei Bänden insgesamt 80 Artikel auf rund 2400 Seiten. Für jedes Kloster werden die Geschichte, die innere Verfassung samt der Namenslisten der Amtsträger sowie die Besitzverhältnisse und das religiöse wie geistige Leben erforscht. Mit dem Klosterbuch sollen nicht nur kirchen- und frömmigkeitsgeschichtliche Aspekte erforscht, sondern auch ein landesgeschichtlicher Ansatz verfolgt werden. Begleitend zu den Arbeiten am Klosterbuch fand 2012 in Pirna eine Tagung statt. Der daraus resultierende Sammelband enthält 17 wissenschaftliche Aufsätze zu sächsischen Klöstern, Orden und Mönchen und wurde von Bünz 2020 mit Dirk Martin Mütze und Sabine Zinsmeyer herausgegeben. Ergänzt wird der Band durch vier Beiträge, die im Zusammenhang mit einer Leipziger Tagung aus dem Jahr 2009 zu den Leipziger Dominikanern stattfanden. Bünz befasste sich in dem Sammelband mit Leben und Wirken des Ablasspredigers Johann Tetzel.

### Deutsche und vergleichende Landesgeschichte

#### Franken
In seiner 1998 veröffentlichten Dissertation untersuchte er die Geschichte des 998 und damit ältesten Würzburger Kollegiatstifts, Stift Haug, bis Anfang des 15. Jahrhunderts. Er will nicht nur einen „Beitrag zur Landes-, Bistums-, und Stadtgeschichte“, sondern zugleich einen „Baustein für eine noch zu leistende Gesamtdarstellung des mittelalterlichen Kollegiatstiftes in Deutschland“ liefern. Als Hauptquelle dienten ihm Statuten, die im 14. Jahrhundert in der Überlieferung verstärkt einsetzen. Außerdem zog er 324 Originalurkunden und 138 Urkundenabschriften bis zum Jahr 1400 und bis zum Jahr 1500 542 weitere Diplome heran. Er berücksichtigte in der Arbeit landes- und stadtgeschichtlichen Aspekte der Stiftsgeschichte, beispielsweise über die Gründung, über die Außenbeziehungen des Stiftes zur Vorstadt Haug, zur Stadt Würzburg, zu anderen Stiften und Klöstern, zum Bischof, zum Papst oder zum König. Einen Schwerpunkt der Arbeit bildet die Prosopographie der 308 Kanoniker und 55 Kanonikatsanwärter, die sich im zweiten Teil der Arbeit befindet. Bünz ging von einer schrittweisen Gründung als bischöfliches Eigenstift zwischen 995 und 998 aus. Die Gründung durch Bischof Heinrich I. sieht Bünz in Zusammenhang mit der damals von König und Bischof geförderten Kanonikerreform. In der Frage der sozialen Zusammensetzung des Kapitels kommt Bünz zum Ergebnis, dass seit der Mitte des 14. Jahrhunderts die führenden Geschlechter Würzburgs sowie der adelige Anteil am Stift gegenüber bürgerlicher, nicht aus Würzburg stammender Familien an Bedeutung verlor. Er edierte das um 1311 entstandene und bislang in der Forschung unbeachtete Zehntverzeichnis des Würzburger Stiftes.
Bünz untersuchte er in einem Beitrag die verwandtschaftlichen Verhältnisse und die Besitzgeschichte der bislang in der Geschichtswissenschaft wenig erforschten Herren von Endsee. Die Geschichte der Familie zwischen Main und Tauber lässt sich von ihren Anfängen im frühen 12. Jahrhundert bis zu ihrem Aussterben in männlicher Linie 1239 rekonstruieren. Für das frühe 13. Jahrhundert stellte Bünz eine „zunehmende Herrschernähe“ fest.
Er legte 1998 zusammen mit Dieter Rödel, Peter Rückert und Ekhard Schöffler ein Verzeichnis der mittelalterlichen urbariellen Quellen im Bereich des Hochstifts Würzburg vor. Darin haben die Bearbeiter 464 Urbare unterschiedlichen Umfangs in 31 Archiven und Bibliotheken erfasst. Der überwiegende Teil der Urbare entstand nach 1400 bzw. gar 1500. Bis 1300 wurden lediglich 18 derartige Quellen ermittelt werden, von denen nur wenige ins 9. bzw. 11. Jahrhundert zurückreichen.

#### Thüringen
Bünz befasste sich im Rahmen der Arbeit an seiner Habilitationsschrift über den niederen Klerus im spätmittelalterlichen Thüringen näher mit den Subsidien. Er legte mit dem Mainzer Subsidienregister für Thüringen von 1506 eine bedeutende Quelle zur bischöflichen Finanz- und Verwaltungspraxis im Spätmittelalter als Edition vor. Der Text war 1882 von Ulrich Stechele erstmals ediert auf der Grundlage von lediglich einer der heute bekannten vier Handschriften. Stechele war die Würzburger Überlieferung unbekannt geblieben. Die editorische Leistung basiert auf einem Vergleich der Handschriften und Teilhandschriften in den Staatsarchiven Würzburg, Rudolstadt und Magdeburg. Die editorische Bearbeitung bildet eine wesentliche Grundlage für die 2006 veröffentlichte Habilitationsschrift.

#### Schleswig-Holstein
Seit 1987 legte er zahlreiche Studien zur Geschichte von Neumünster und Bordesholm vor. Er untersuchte in einem 1995 veröffentlichten Beitrag mehrere Urkunden zu Elmshorn, das zu den Besitzungen des von Erzbischofs Adalbero von Hamburg-Bremen in den 30 Jahren des 12. Jahrhunderts gegründeten Augustiner-Chorherrenstift Neumünster gehörte. Zu der nach seiner Einschätzung ältesten als echt gehaltenen Urkunde vom 11. Juli 1141 legte er im Anhang eine Edition vor. Seiner schleswig-holsteinischen Herkunft blieb er in seiner Forschungen auch nach Übernahme des Lehrstuhls für Sächsische und Vergleichende Landesgeschichte 2001 treu. Er veröffentlichte 2002 über die Augustiner-Chorherrenstifte Neumünster-Bordesholm und Segeberg eine Darstellung. Darin behandelte er die Gründung im Zuge der Slawenmission und Anfänge der beiden Stifte im 12. Jahrhundert, den Aufschwung unter dem Einfluss der Windesheimer Kongregation im 15. Jahrhundert und die Auflösung in der Reformation 1564 und 1566. Für diese Darstellung bekam Bünz 2004 den 1500 Euro dotierten Bordesholmer Universitätspreis verliehen.
Mit Klaus-Joachim Lorenzen-Schmidt war er 2006 Herausgeber eines Sammelbandes, der auf eine Tagung im Herbst 2003 über Klerus, Kirche und Frömmigkeit im spätmittelalterlichen Schleswig-Holstein zurückgeht. Schwerpunktmäßig behandelten die Beiträge die Sozialgeschichte des Klerus im nordelbischen Raum zwischen dem 13. und 16. Jahrhundert.

### Agrargeschichte
Im Herbst 2014 organisierte Bünz eine Reichenau-Tagung des Konstanzer Arbeitskreises für mittelalterliche Geschichte mit dem Thema „Landwirtschaft und Dorfgesellschaft im ausgehenden Mittelalter“. Erstmals legte eine Tagung des Konstanzer Arbeitskreises den Schwerpunkt auf die agrarische Welt des Spätmittelalters. Die Beiträge wurden 2020 veröffentlicht. Bünz stellte in seinen einleitenden Überlegungen im Tagungsband fest, dass das „Interesse an der Agrargeschichte des Mittelalters [...] in Deutschland in den letzten Jahrzehnten rapide abgenommen“ habe. Den zeitlichen Fokus der Beiträge legte er auf den quellenreichen Zeitraum vom 15. bis in das frühe 16. Jahrhundert. Die Einbettung des bäuerlichen Lebens „in vielfältige Bezüge“ sah er als das Thema der Tagung an.

### Stadt- und Universitätsgeschichte
Bünz legte 2002 erstmals auf Grundlage der ungedruckten Quellen eine ausführlichere Untersuchung zum Leben von Wilhelm Ebel vor. Der ursprünglich thüringische Archivar wurde nach der Umwandlung der Monumenta Germaniae Historica in ein Reichsinstitut für ältere deutsche Geschichtskunde 1936/37 kommissarischer Leiter und dann auf einen Lehrstuhl an die Universität Würzburg berufen, den er 1945 verlor.
In einem 2010 veröffentlichten Beitrag verdeutlichte Bünz aus ungedruckten Hörerlisten der Leipziger Artistenfakultät, mit wem Laurentius Blumenau 1438/39 sein Studium nach dem Bakkalarexamen fortführte. Anlässlich der Ersterwähnung der urbs Libzi im Jahre 1015 gab Bünz 2015 den ersten Band der auf vier Bände angelegten Leipziger Stadtgeschichte heraus. Das über 1000 Seiten umfassende Werk gliedert sich in fünf große Kapitel: „Vor- und Frühgeschichte“, „Entstehung und Werden der Stadt Leipzig. 10.–13.Jahrhundert“, „Leipzig im Spätmittelalter. 14. und 15. Jahrhundert“, „Leipzig in der Reformationszeit (bis 1539)“ und „Die Dörfer im späteren Leipziger Stadtgebiet“. Skeptisch äußerte sich Bünz darin zum „Feudalismus“-Begriff und ersetzte diesen durch den Begriff der „Vormoderne“, die mit „Herrschaft und Genossenschaft“ von „zwei konträren Rechtsprinzipien“ geprägt sei. Maßgeblich war er auch am publizistischen Großprojekt zum 600. Gründungsjubiläum der Universität Leipzig (1409–2009) beteiligt. Er verfasste dazu einen umfassenden Beitrag zur spätmittelalterlichen Universität von 1409 bis 1539.

### Historische Hilfswissenschaften
Bünz veröffentlichte verschiedene Beiträge zu den Historischen Hilfswissenschaften (besonders Diplomatik und Siegelkunde). Seine zahlreichen Studien zum kommunalen Siegelwesen machten ihn zu einem ausgewiesenen Kenner hochmittelalterlicher Städtesiegel. Siegel versteht Bünz nicht nur als Beglaubigungsmittel für Rechtsgeschäfte als Kommune, sondern sieht das Siegelbild auch als Kommunikationsmittel im Kontext der jeweiligen Stadtgeschichte. Er veröffentlichte Studien zu den Stadtsiegeln von Aschaffenburg, Würzburg, Leipzig und Freiberg. Er leitet die Gestaltung zu den beiden ältesten Siegeln zu Aschaffenburg, die in den Jahren von 1236 bis 1287 sowie von 1290 bis 1465 nachweisbar sind, von Mainzer Mustern ab. Das 1227 erstmals belegte Siegel Freibergs und damit älteste einer sächsischen Stadt unterzog Bünz einer eingehenden hilfswissenschaftlichen Analyse und bettete es in den Kontext der frühen Stadtentwicklung ein. Die Entstehung des Stadtsiegels Freiberg verlegt er in die späte Regierungszeit Markgraf Dietrichs des Bedrängten. Er datiert das Aufkommen des Würzburger Stadtsiegels „in den 1180er Jahren, kaum früher“. Die 1237 erstmals überlieferte Umschrift CIVITAS HERBIPOLENSIS versteht er als Ausdruck des „Verfassungs- und Bewusstseinswandels der Stadtgemeinde“ im frühen 13. Jahrhundert.
Ein zweiter Schwerpunkt in der Sphragistik sind die Pfarr- bzw. Pfarrersiegel. Er befasste sich in einem 2007 veröffentlichten Beitrag mit der Siegelführung der Pfarrgeistlichkeit und der Pfarrkirchen. Dieses Themenfeld gehört zu einem noch wenig erforschten Bereich der Sphragistik. Er unterschied zwischen Pfarrei- bzw. Kirchspielsiegel, das von weltlichen Kirchenpflegern verwaltet wurde, und dem wesentlich seltener erhaltenen Pfarrerssiegel, welches Amts- oder Privatsiegel sein konnte. Eine Siegelführung durch Pfarrer könne erst ab 1200 angenommen werden.
Zum 100. Geburtstag Walter Schlesingers gab Bünz 2008 ein Sammelwerk heraus, das sich mit der sogenannten Kührener Urkunde von 1154 und ihr historisches Umfeld befasst. Anlass war der 850. Jahrestag der Urkunde. Mit Tom Garber legte er 2010 eine Edition der drei Gründungsdokumente der Universität Leipzig vor. Es werden die Gründungsurkunde Papst Alexanders V. vom 9. September 1409, die landesherrliche Ordnung für die Universität vom Dezember 1409 sowie das Konservatorium Alexanders vom 19. Dezember 1409 in Edition und Übersetzung vorgelegt. Im Gegensatz zu älteren Editionen wurden nicht nur die Originale, sondern auch Abschriften des 15. und 16. Jahrhunderts berücksichtigt.
Bünz arbeitet an einer Edition des Liber Salhusii des Meißener Bischofs Johannes von Saalhausen. Der Liber Salhusii ist ein Amtsbuch und enthält eine Übersicht über die bischöflichen Einkünfte, Verordnungen und Dienstanweisungen.

### Geschichte der Reformationszeit
Er wirkte mit an der großen Ausstellung „Umsonst ist der Tod – Alltag und Frömmigkeit am Vorabend der Reformation“ in Mühlhausen, Leipzig und Magdeburg zwischen September 2013 und Februar 2015. Dazu konzipierte er mit Hartmut Kühne und Thomas T. Müller einen Katalogband zur Ausstellung. Bünz gab dabei einen einführenden Überblick über die Frömmigkeit um 1500. Er kam zum Ergebnis, dass „es kein anderes Gebiet in Deutschland geben dürfte, in dem vergleichbar intensiv über das spätmittelalterliche Kirchen- und Frömmigkeitsleben gearbeitet wurde, wie in Mitteldeutschland, und ein Ende ist noch nicht abzusehen.“ Außerdem gab er mit Hartmut Kühne den wissenschaftlichen Begleitband Alltag und Frömmigkeit am Vorabend der Reformation in Mitteldeutschland 2015 heraus. Das Ziel der Tagung vom April 2012 und der 28 Beiträge des Sammelbandes waren weniger „großangelegte Deutungsansätze“, sondern es ging laut Vorwort (S. 10) darum, „unbekannte oder wenig bekannte bzw. erschlossene Quellen und Objekte als Zeugen für die Frömmigkeitspraxis am Vorabend der Reformation vorzustellen sowie deren historischen Kontext und Funktionszusammenhang zu interpretieren“.
Bünz war 2017 mit Werner Greiling und Uwe Schirmer Herausgeber zu thüringische Klöster und Stifte in vor- und frühreformatorischer Zeit im Rahmen des Forschungsprojektes der Friedrich-Schiller-Universität Jena „Thüringen im Jahrhundert der Reformation“. Die Beiträge gehen zurück auf eine Tagung, die vom 30. Juni bis 2. Juli 2016 in der Katholisch-Theologischen Fakultät der Universität Erfurt stattgefunden hatte. Bünz widmete sich dabei den Kollegiatstiften im thüringischen Raum.

## Schriften (Auswahl)
Schriftenverzeichnis
- Ein Schriftenverzeichnis erschien in: Alexander Sembdner, Christoph Volkmar (Hrsg.): Nahaufnahmen. Landesgeschichtliche Miniaturen für Enno Bünz zum 60. Geburtstag (= Schriften zur sächsischen Geschichte und Volkskunde. Band 67). Leipziger Universitätsverlag, Leipzig 2021, ISBN 978-3-96023-409-8, S. 709–756.

Monografien
- Stift Haug in Würzburg. Untersuchungen zur Geschichte eines fränkischen Kollegiatstiftes im Mittelalter (= Veröffentlichungen des Max-Planck-Instituts für Geschichte. Band 128). Vandenhoeck & Ruprecht, Göttingen 1998, ISBN 3-525-35444-4 (zugleich: Diss. phil., Universität Würzburg, 1993).
- mit Dieter Rödel, Peter Rückert und Ekhard Schöffler: Fränkische Urbare. Verzeichnis der mittelalterlichen urbariellen Quellen im Bereich des Hochstifts Würzburg (= Quellen zur Rechts- und Wirtschaftsgeschichte Frankens. Band 13). Degener Verlag, Neustadt a. d. Aisch 1998, ISBN 3-7686-9203-5.
- Zwischen Kanonikerreform und Reformation. Anfänge, Blütezeit und Untergang der Augustiner-Chorherrenstifte Neumünster-Bordesholm und Segeberg (12. bis 16. Jahrhundert) (= Schriftenreihe der Akademie der Augustiner-Chorherren von Windesheim. Band 7). Augustiner-Chorherren-Verlag, Paring 2002, ISBN 3-9805469-9-3.
- Martin Luthers Orden in Neustadt an der Orla. Das Kloster der Augustiner-Eremiten und seine Mönche (= Beiträge zur Geschichte und Stadtkultur. Band 13). Verlag B. Vopelius, Jena 2007, ISBN 978-3-939718-02-4.
- mit Manfred Rudersdorf und Detlef Döring: Geschichte der Universität Leipzig 1409–2009. Band 1: Spätes Mittelalter und frühe Neuzeit 1409–1830/31. Leipziger Universitätsverlag, Leipzig 2009, ISBN 978-3-86583-301-3.
- Der Pfarrer, seine Köchin und weitere Teufel, die ihn quälen. Vom Alltag der Geistlichen in Thüringen vor der Reformation (= Beiträge zur Reformationsgeschichte in Thüringen. Band 14). Vopelius, Jena 2018, ISBN 978-3-939718-39-0.

Aufsatzsammlung
- Die mittelalterliche Pfarrei. Ausgewählte Studien zum 13.–16. Jahrhundert. Mohr Siebeck, Tübingen 2017, ISBN 978-3-16-153874-2 (Sammlung von Texten, die Bünz in den Jahren 1998–2012 zuerst veröffentlicht hat).

Quelleneditionen
- Das Mainzer Subsidienregister für Thüringen von 1506 (= Veröffentlichungen der Historischen Kommission für Thüringen. Große Reihe. Band 8). Böhlau, Köln u. a. 2005, ISBN 3-412-16603-0.
- mit Tom Graber: Die Gründungsdokumente der Universität Leipzig (1409). Edition – Übersetzung – Kommentar (= Spurensuche. Geschichte und Kultur Sachsens. Band 3), Thelem Verlag, Dresden 2010, ISBN 978-3-939888-81-9.

Herausgeberschaften
- mit Rainer Gries und Frank Möller: Der Tag X in der Geschichte. Erwartungen und Enttäuschungen seit tausend Jahren. DVA, Stuttgart 1997, ISBN 3-421-05099-6.
- mit Stefan Rhein und Günther Wartenberg: Glaube und Macht. Theologie, Politik und Kunst im Jahrhundert der Reformation (= Schriften der Stiftung Luthergedenkstätten in Sachsen-Anhalt. Band 5). EVA, Leipzig 2005, ISBN 3-374-02322-3.
- mit Klaus-Joachim Lorenzen-Schmidt: Klerus, Kirche und Frömmigkeit im spätmittelalterlichen Schleswig-Holstein (= Studien zur Wirtschafts- und Sozialgeschichte Schleswig-Holsteins. Band 41). Wachholtz Verlag, Neumünster 2006, ISBN 3-529-02941-6.
- Bücher, Drucker, Bibliotheken in Mitteldeutschland. Neue Forschungen zur Kommunikations- und Mediengeschichte um 1500 (= Schriften zur sächsischen Geschichte und Volkskunde. Band 15). Leipziger Universitätsverlag, Leipzig 2006, ISBN 3-86583-120-6.
- mit Klaus Herbers: Der Jakobuskult in Sachsen (= Jakobus-Studien. Band 17). Narr, Tübingen 2007, ISBN 978-3-8233-6332-3.
- Ostsiedlung und Landesausbau in Sachsen. Die Kührener Urkunde von 1154 und ihr historisches Umfeld (= Schriften zur sächsischen Geschichte und Volkskunde. Band 23). Leipziger Universitätsverlag, Leipzig 2008, ISBN 978-3-86583-165-1.
- mit Franz Fuchs: Der Humanismus an der Universität Leipzig. Akten des in Zusammenarbeit mit dem Lehrstuhl für Sächsische Landesgeschichte an der Universität Leipzig, der Universitätsbibliothek Leipzig und dem Leipziger Geschichtsverein am 9./10. November 2007 in Leipzig veranstalteten Symposiums (= Pirckheimer-Jahrbuch für Renaissance- und Humanismusforschung. Band 23). Harrassowitz, Wiesbaden 2009, ISBN 978-3-447-06079-0.
- mit Gerhard Fouquet: Die Pfarrei im späten Mittelalter (= Vorträge und Forschungen. Band 77). Thorbecke, Ostfildern 2013, ISBN 978-3-7995-6877-7 (online).
- mit Ulrike Höroldt, Christoph Volkmar: Adelslandschaft Mitteldeutschland. Die Rolle des landsässigen Adels in der mitteldeutschen Geschichte (15.–18. Jahrhundert) (= Schriften zur sächsischen Geschichte und Volkskunde. Band 49 = Veröffentlichungen der Staatlichen Archivverwaltung des Landes Sachsen-Anhalt. Band 22). Leipziger Universitätsverlag, Leipzig 2016, ISBN 978-3-86583-925-1.
- mit Werner Greiling, Uwe Schirmer: Thüringische Klöster und Stifte in vor- und frühreformatorischer Zeit (= Quellen und Forschungen zu Thüringen im Zeitalter der Reformation. Band 6). Böhlau Verlag, Köln u. a. 2017, ISBN 978-3-412-50807-4.
- mit Kurt Andermann: Kirchenvogtei und adlige Herrschaftsbildung im europäischen Mittelalter (= Vorträge und Forschungen. Band 86). Thorbecke, Ostfildern 2019, ISBN 978-3-7995-6886-9 (online).
- mit Wolfgang Weiß: Bischof Lorenz von Bibra (1495–1519) und seine Zeit – Herrschaft, Kirche und Kultur im Umbruch (= Quellen und Forschungen zur Geschichte des Bistums und Hochstifts Würzburg. Band 79). Echter Verlag, Würzburg 2020, ISBN 978-3-429-05497-7.
- Landwirtschaft und Dorfgesellschaft im ausgehenden Mittelalter (= Vorträge und Forschungen. Band 89). Thorbecke, Ostfildern 2020, ISBN 978-3-7995-6889-0 (online).
- mit Dirk Martin Mütze, Sabine Zinsmeyer: Neue Forschungen zu sächsischen Klöstern. Ergebnisse und Perspektiven der Arbeit am Sächsischen Klosterbuch (= Schriften zur sächsischen Geschichte und Volkskunde. Band 62). Leipziger Universitätsverlag, Leipzig 2020, ISBN 978-3-96023-306-0.